# Стадион Питер Мокаба
Стадион Питер Мокаба (енгл. Peter Mokaba Stadium) је стадион у Полокванеу, Јужноафричка Република, један од десет стадиона домаћина на Светском првенству у фудбалу 2010. Стадион је отворен 2010. године, а има капацитет од 46.000 седећих места. Стадион је један од пет нових стадиона који су изграђени за Светско првенство у фудбалу 2010. и цена изградње је била 150 милиона долара. 

## Утакмице СП 2010.
На Светском првенству 2010. стадион је био домаћин четири утакмице групне фазе такмичења.
| Датум         | Време (UTC+2) | 1. Тим    | Рез. | 2. Тим      | Коло    | Гледалаца |
| ------------- | ------------- | --------- | ---- | ----------- | ------- | --------- |
| 13. јун 2010. | 13:30         | Алжир     | 0–1  | Словенија   | Група Ц | 30.325    |
| 17. јун 2010. | 20:30         | Француска | 0–2  | Мексико     | Група А | 35.370    |
| 22. јун 2010. | 20:30         | Грчка     | 0–2  | Аргентина   | Група Б | 38.891    |
| 24. јун 2010. | 16:00         | Парагвај  | 0–0  | Нови Зеланд | Група Ф | 34.850    |